# Peter McGrail
Peter McGrail (ur. 31 maja 1996 r. w Liverpoolu) – angielski bokser występujący wadze koguciej, brązowy medalista mistrzostw świata, mistrz Europy.

## Kariera
Boks zaczął trenować w 2006 roku.
W kwietniu 2014 roku zdobył brązowy medal w kategorii koguciej na młodzieżowych mistrzostwach świata w Sofii. W półfinale przegrał na punkty z Kazachem Sułtanem Zäuyrbekiem. W sierpniu tego samego roku wywalczył brąz na młodzieżowych igrzyskach olimpijskich w Nankinie. Swoją półfinałową walkę przegrał nieznacznie na punkty z Kubańczykiem Javierem Ibáñezem, ale wraz z innym półfinałowym przegranym walczył o brązowy medal z Salemem Tamą z Algierii i zdobył go, wygrywając wyraźnie na punkty. Pod koniec października odpadł w ćwierćfinale podczas młodzieżowych mistrzostw Europy w Zagrzebiu, przegrywając z późniejszym mistrzem, Dorinem Bucșą z Mołdawii.
W 2017 roku zdobył srebrny medal na mistrzostwach Europy U22 w Braile. W decydującej walce przegrał niejednogłośnie na punkty z Robertem Jitaru. W czerwcu tego samego roku został mistrzem Europy w Charkowie, pokonując w finale Ukraińca Mykołę Bucenko 3:2. Miesiąc później na mistrzostwach świata w Hamburgu zdobył brązowy medal po porażce w półfinale z Kazachem Kajratem Jeralijewem.
Następnego roku zdobył złoty medal podczas Igrzysk Wspólnoty Narodów w Gold Coast. W finale pokonał Kurta Walkera.
W czerwcu 2019 roku zdobył brązowy medal igrzysk europejskich w Mińsku. W półfinale przegrał z Kurtem Walkerem z Irlandii.